# Caradrina argentea
Caradrina argentea är en fjärilsart som beskrevs av Caradja 1930. Caradrina argentea ingår i släktet Caradrina och familjen nattflyn. Inga underarter finns listade i Catalogue of Life.